# Cerastium venezuelanum
Cerastium venezuelanum är en nejlikväxtart som beskrevs av John Isaac Briquet. Cerastium venezuelanum ingår i släktet arvar, och familjen nejlikväxter. Inga underarter finns listade i Catalogue of Life.